# La Puebla del Río
La Puebla del Río település Spanyolországban, Sevilla tartományban. La Puebla del Río Coria del Río, Dos Hermanas, Utrera, Las Cabezas de San Juan, Lebrija, Aznalcázar, Isla Mayor, Bollullos de la Mitación, Almensilla és Trebujena községekkel határos. Lakosainak száma 11 871 fő (2024).

## Népesség
A település népessége az elmúlt években az alábbi módon változott:
| Lakosok száma | 10 654 | 11 032 | 11 851 | 12 143 | 12 249 | 12 190 | 14 957 | 11 868 | 11 855 | 11 871 |
|               | 2001   | 2004   | 2007   | 2009   | 2012   | 2014   | 2017   | 2019   | 2022   | 2024   |